# James Moiben
James Moiben (* 20. April 1977) ist ein kenianischer Marathonläufer.
Seine Bestzeit stellte er 1999 mit 2:10:07 als Siebter beim Paris-Marathon auf. Sein erfolgreichstes Jahr war 2004, als er den Xiamen-Marathon in 2:10:54 und den Peking-Marathon in 2:10:42 gewann. Weitere vordere Platzierungen sind ein dritter Platz beim Frankfurt-Marathon 2003, ein zweiter Platz beim Peking-Marathon 2005 und ein dritter Platz beim Madrid-Marathon 2006.